# Bremker Bach (Exter)
Der Bremker Bach ist ein Fließgewässer in der Gemeinde Extertal im Kreis Lippe in Nordrhein-Westfalen. Er ist ein rechter Nebenfluss der Exter, die wiederum ein linker Nebenfluss der Weser ist.
Der Bach hat seine Quelle östlich von Meierberg, einem Ortsteil der Gemeinde Extertal, unweit westlich der Landesgrenze zu Niedersachsen. Der Bach fließt von dort in nordwestlicher Richtung durch das etwa 67,5 Hektar große Naturschutzgebiet Bremker Bachtal. Der Bremker Bach mündet westlich von Bremke in die Exter.